# Пилоне (Терамо)
Пилоне (итал. Pilone) је насеље у Италији у округу Терамо, региону Абруцо.
Према процени из 2011. у насељу је живело 55 становника. Насеље се налази на надморској висини од 567 м.